# Urmodern
Urmodern eller Modern är en allmänmänsklig föreställning eller symbol och en arketyp som ofta motsvarar någon gudinna i diverse mytologier. 
Enligt Carl Gustav Jung har arketyper vuxit fram hos alla folk som ett slags grundmedvetande för att förstå centrala relationer. 'Urmodern', 'urfadern', 'främlingen' och 'jungfrun' är alla arketyper som förmedlar en gemensam mental föreställningsvärld hos alla folk.
I sin mer mänskliga form är hon kvinnan i en viss fas av livet i egenskap av moder.
Mytologiska exempel är Kore,  Persefone,  Demeter och Gaia.